# Pucciniosira tuberculata
Pucciniosira tuberculata är en svampart som först beskrevs av Ellis & Kellerm., och fick sitt nu gällande namn av Buriticá & J.F. Hennen 1991. Pucciniosira tuberculata ingår i släktet Pucciniosira och familjen Pucciniosiraceae.   Inga underarter finns listade i Catalogue of Life.